# Canonici regolari della Congregazione di San Vittore
I canonici regolari della Congregazione di San Vittore (in latino Congregatio Victorina), detti comunemente vittorini, fanno parte dei canonici regolari di Sant'Agostino confederati: pospongono al loro nome la sigla C.R.S.V.

## Storia

### Le origini
Le sue origini risalgono al centro monastico dedicato a san Vittore fondato a Parigi da Guglielmo di Champeaux, già arcidiacono di Parigi, che nel 1108 aveva abbandonato le sue cariche per abbracciare, con qualche discepolo, la vita eremitica. Nel 1113 Guglielmo venne nominato vescovo di Châlons-sur-Marne e il suo successore alla guida della comunità, Gilduino, ottenne dal re di Francia Luigi VI il titolo di abbazia per Saint-Victor e ne divenne il primo abate.
All'abbazia fu, sin dalla fondazione, annessa una scuola teologica, dalla quale uscirono eminenti personaggi come Pietro Abelardo e Pietro Lombardo, che fecero di San Vittore un notevole centro culturale in grado di attirare studiosi da tutta Europa.
San Vittore ebbe alle sue dipendenze numerose comunità di canonici regolari (priorati): nel testamento di Luigi VIII (1225) se ne menzionano quaranta.

### La congregazione
A partire dal XIV secolo iniziò per i vittorini un progressivo processo di decadenza che portò i monasteri affiliati a ridursi, nel 1489, a meno di trenta. Nel 1497 giunse in Francia il fiammingo Giovanni Mombaer, della Congregazione di Windesheim, per restaurare la disciplina nell'abbazia di Saint-Séverin di Château-Landon: Mombaer mirava a costituire una congregazione alla cui guida fosse San Vittore, ma per l'opposizione degli stessi canonici vittorini il progetto non prese forma.
Solo dopo la morte di Mombaer venne celebrato il capitolo che, il 14 maggio 1503, decretò la nascita di una congregazione guidata dall'abbazia di Saint-Victor e comprendente i monasteri di Notre-Dame di Livry, Saint-Calixte di Cysoing, Saint-Christophe di Phalempin, Saint-Séverin di Château-Landon e Saint-Sauveur di Melun.
La congregazione venne soppressa, insieme a tutti gli ordini contemplativi, nel 1790. I ventuno canonici dell'abbazia di San Vittore vennero condotti innanzi all'Assemblea nazionale e interrogati sulle loro intenzioni: uno di loro, novantunenne, manifestò la volontà di perseverare nella vita regolare; undici altri optarono per la secolarizzazione; gli altri nove tacquero. Uno di quelli che non avevano parlato, Jean-Charles-Marie Bernard du Cornillet, incarcerato nell'ex seminario di Saint-Firmin, rimase vittima dei massacri del 3 settembre 1793 ed è stato beatificato il 17 ottobre 1926.

### La rinascita
Nel 1968 tre canonici regolari della Congregazione svizzera di San Maurizio di Agauno si stabilirono a Champagne-sur-Rhône, presso Serrières, con l'intenzione di far rivivere l'eredità spirituale dei canonici di San Vittore in seno alla confederazione canonicale agostiniana: inizialmente la loro casa era affiliata alla Congregazione di Windesheim e nel 1976 il monastero ottenne il titolo di abbazia. Come primo abate venne eletto Maurice Bitz, successivamente scelto come abate primate dei canonici regolari di Sant'Agostino.
Nel 1984 i canonici dell'abbazia di Champagne aprirono la loro prima filiale a Chancelade (dove anticamente sorgeva un'abbazia che fu retta anche da Alano di Solminihac) e nel 1991 fondarono un priorato in Tanzania: la Congregazione di San Vittore venne resa autonoma dalla Congregazione di Windesheim nel 1992 e nel 1993 vennero approvata dalla Santa Sede come congregazione unita alla confederazione dei canonici regolari di Sant'Agostino.

## Attività e diffusione
I vittorini si dedicano al culto liturgico solenne, al ministero pastorale, agli studi e alle missioni.
Sono vittorine l'abbazia di Saint-Pierre (Champagne-sur-Rhône), il priorato di Marie Médiatrice (Montbron), il priorato di Chancelade (Saint Astier), il priorato di Saint Augustin (Bourg-lès-Valence) e il priorato di Notre-Dame de Bethléem (Bassotu, in Tanzania)
Al 31 dicembre 2015 la congregazione contava 2 case: i membri (compresi i novizi) erano 69, 54 dei quali sacerdoti.